# Memristor
Ein Memristor – der Name ist ein Kofferwort aus englisch memory (Speicher) und resistor (elektrischer Widerstand) – ist ein hypothetisches passives elektrisches Bauelement, das zwischen seinen beiden Anschlüssen einen elektrischen Widerstand aufweist, der mit hindurchgeflossener Ladung größer oder kleiner wird, je nach Richtung. Stromlos ist die Spannung null und der Widerstand bleibt erhalten. Der Memristor wurde neben dem Widerstand, dem Kondensator und der Spule als viertes fundamentales passives Bauelement angesehen. Es wurde jedoch gezeigt, dass es nur drei fundamentale passive Bauelemente geben kann und der Memristor ein aktives Bauelement ist.
Als Memristoren werden auch verschiedene in der Entwicklung befindliche Bauelemente bezeichnet, die sich näherungsweise so wie postuliert verhalten. Integrierte Schaltungen mit vielen solchen Elementen sollen Datenverarbeitung und -Speicherung vereinen und sich für neuronale Netze eignen.

## Geschichte
Leon Chua, von der University of California, Berkeley, beschrieb bereits im Jahr 1971 den zum damaligen Zeitpunkt noch nicht als Bauelement existierenden Memristor und seine Eigenschaften. Die erste physikalische Realisierung eines Dünnschichtverbundes mit solchen Eigenschaften wurde jedoch erst im Jahr 2007 mitgeteilt. Im April 2008 haben Forscher von Hewlett-Packard einen relativ einfach aufgebauten Schichtverbund aus Titandioxid mit Platinelektroden als Memristor vorgestellt. Ende August 2010 wurde in Arbeiten von Jun Yao von der Rice University gezeigt, dass auch einfaches Siliciumdioxid als Schichtmaterial funktioniert.
Im Juli 2012 wurde Kritik laut, dass die Beschreibung des physikalischen Konzepts für sogenannte „memristive Systeme“ im Widerspruch zu dem Landauer-Prinzip, einem grundsätzlichen Prinzip der Informationsverarbeitung, stehen könnte. Diese Kritik hinsichtlich der grundsätzlichen Problematik des Memristorkonzepts wurde 2013 von Di Ventra und Pershin bestätigt. Die Autoren stellen damit aber nicht die Anwendungsmöglichkeiten der sich ähnlich verhaltenden Bauelemente infrage.

## Aufbau

Memristor aus dotiertem Titandioxid. Oben: geringe elektrische Leitfähigkeit; unten: hohe elektrische Leitfähigkeit

Im Jahre 2007 wurde unter Richard Stanley Williams erstmals eine statische Version des Memristors hergestellt. Dieser Memristor speichert seinen Zustand in chemischer Form durch Einlagerung von Dotieratomen in einem Halbleiter.
Der von Hewlett-Packard hergestellte Memristor besteht aus einer wenige Nanometer dicken Titandioxid-Schicht zwischen zwei Platinelektroden. Der rechte im Bild eingefärbte Teil der Titandioxidschicht ist mit Sauerstofffehlstellen dotiert (p-Dotierung) und weist eine hohe elektrische Leitfähigkeit auf. Der linke Teil der Titandioxidschicht ist ein Isolator. Wenn ein elektrisches Feld angelegt wird, driften die Sauerstoff-Fehlstellen, wodurch sich die Raumladungszone verschiebt. Dadurch verringert sich die Dicke der Isolationsschicht. Mit kleiner werdender Dicke der Isolationsschicht vergrößert sich die Leitfähigkeit des Memristors, wobei der Tunneleffekt (Feldemission) eine wesentliche Rolle spielt.
Experimentell zeichnet sich ein solcher Memristor in einem u/i-Diagramm durch eine Hysteresekurve aus, die fast durch den Koordinatennullpunkt verläuft (pinched hysteresis loop), siehe nebenstehende Skizze. Der Zustand des Memristors ist durch den Ort der Trennlinie zwischen den verschieden dotierten Bereichen gekennzeichnet.
Der Memristor der Rice University von 2010 zeichnet sich durch einen noch einfacheren Aufbau aus. Er besteht aus einer 5 bis 20 Nanometer dicken Siliziumdioxidschicht zwischen leitend dotierten Siliziumschichten. Eine ursprünglich als eigentlich aktive vorgesehene, zusätzliche Schicht aus Graphen erwies sich als überflüssig. Das Bauelement braucht dann nur noch zwei Anschlüsse wie ein Widerstand (im Gegensatz zu dreien bei einer Flash-Speicherzelle) und kann auf einer Fläche von ca. 10 Nanometer Kantenlänge und aufgrund der einfachen Struktur extrem preiswert realisiert werden. Die Funktion besteht darin, dass sich in der Oxidschicht bei Anlegen der Programmierspannung Pfade aus reinen Siliziumnanokristallen (ohne den Sauerstoff, Kristalle je ca. 5 Nanometer lang) zu einer leitenden Struktur arrangieren, die durch eine andere Spannung wieder reproduzierbar und wiederholt zerstört werden kann.

## Funktionsgleichungen

Hysteresekurve beim Memristor in Abhängigkeit von der Kreisfrequenz ω mit ω_{1} < ω_{2}

Einordnung des Memristors in die elektrischen Grundgrößen

Ein Memristor ist definiert als ein Bauteil, in dem der Fluss {\displaystyle \textstyle \Phi =\Phi _{0}+\int _{0}^{t}U(t)\mathrm {d} t} und die elektrische Ladung q über eine zeitunabhängige, im Allgemeinen nichtlineare Funktion {\displaystyle \Phi =f(q)} gekoppelt sind. Diese Memristanz-Funktion ist definiert über die Rate der Änderung des Flusses mit der Ladung:
{\displaystyle M(q)={\frac {\mathrm {d} \Phi }{\mathrm {d} q}}}
Die Größe {\displaystyle M} wird als (inkrementelle) Memristanz oder Memristivität bezeichnet und hat die Einheit Ohm (Ω). Der magnetische Fluss {\displaystyle \Phi } ist über das Zeitintegral der am Memristor anliegenden Klemmenspannung {\displaystyle U(t)} definiert (vgl. Spannungszeitfläche) und hat die SI-Einheit Weber (Wb). Tatsächlich entsteht am Memristor beim Anlegen einer elektrischen Spannung idealtypisch betrachtet jedoch kein magnetisches Feld. Denn anders als bei der elektrischen Spule bildet sich auch innerhalb des Memristors ein elektrisches Feld aus, das der von außen angelegten Spannung entspricht. Die Umlaufspannung (induzierte Spannung) im Stromkreis ist daher gleich Null, so dass keine Induktion stattfindet.
Das Verhalten des Memristors ergänzt damit die drei anderen fundamentalen Bauelemente
|                      | elektrische Ladung | elektrischer Strom |
| -------------------- | --- | --- |
| Elektrische Spannung | Elastanz {\displaystyle {\frac {1}{C}}={\frac {\mathrm {d} U}{\mathrm {d} q}}={\frac {\mathrm {d} {\dot {\Phi }}}{\mathrm {d} q}}} | Resistanz {\displaystyle R={\frac {\mathrm {d} U}{\mathrm {d} I}}={\frac {\mathrm {d} {\dot {\Phi }}}{\mathrm {d} {\dot {q}}}}} |
| Magnetischer Fluss   | Memristivität {\displaystyle M={\frac {\mathrm {d} \Phi }{\mathrm {d} q}}}                                                         | Induktivität {\displaystyle L={\frac {\mathrm {d} \Phi }{\mathrm {d} I}}={\frac {\mathrm {d} \Phi }{\mathrm {d} {\dot {q}}}}}   |

Hierbei ist {\displaystyle q} die elektrische Ladung, {\displaystyle I} der elektrische Strom, {\displaystyle U} die elektrische Spannung und {\displaystyle \Phi } der (magnetische) Fluss.
Wie gezeigt gelten die Zusammenhänge
{\displaystyle I(t)={\frac {\mathrm {d} q}{\mathrm {d} t}}}
und
{\displaystyle U(t)={\frac {\mathrm {d} \Phi }{\mathrm {d} t}}}
Die Spannung U an einem Memristor hängt über den Strom I direkt von der Memristanz ab:
{\displaystyle U(t)=M(q(t))\cdot I(t)}
Für jeden Augenblick verhält sich ein Memristor wie ein normaler Widerstand, allerdings hängt sein „Widerstand“ M(q) von der Vergangenheit des Stroms ab. Ein linearer Memristor (mit konstantem M) ist von einem elektrischen Widerstand mit M = R nicht zu unterscheiden.
Für den Strom I gilt umgekehrt:
{\displaystyle I(t)=W(\Phi (t))\cdot U(t)}
mit
{\displaystyle W(\Phi (t))=M(q(t))^{-1}={\frac {\mathrm {d} q}{\mathrm {d} \Phi }}}
Die Größe W wird als inkrementelle Konduktanz bezeichnet und besitzt die Einheit Siemens (S).
Die im Memristor gespeicherte Ladung ergibt sich als Integral des elektrischen Stroms über die Zeit
{\displaystyle q(t)=\int \limits _{-\infty }^{t}I(t)\ \mathrm {d} t=q(t_{0})+\int \limits _{t_{0}}^{t}I(t)\ \mathrm {d} t},
während der im Memristor vorhandene Fluss durch das Integral der elektrischen Spannung über die Zeit gegeben ist.
{\displaystyle \Phi (t)=\int \limits _{-\infty }^{t}U(t)\ \mathrm {d} t=\Phi (t_{0})+\int \limits _{t_{0}}^{t}U(t)\ \mathrm {d} t}
Diese Integration verläuft in der praktischen Realisierung aufgrund der begrenzten Zahl an Ladungsträgern weder unbegrenzt noch linear, weist sehr wohl aber einen monotonen Verlauf auf.
Die im Memristor umgesetzte elektrische Leistung P ist gegeben durch
{\displaystyle P(t)=U(t)\cdot I(t)=M(q(t))\cdot I(t)^{2}={\frac {U(t)^{2}}{M(q(t))}}}
Da es sich beim Memristor um ein passives Bauelement handelt, gilt wegen {\displaystyle M(q(t))\geq 0} auch {\displaystyle P(t)\geq 0}.

## Hypothetische Anwendung

Vorläufiges Symbol eines Memristors, vorgeschlagen durch Chua, nicht genormt

Erste Prototypen und Muster von Memristoren wurden im Jahr 2007 hergestellt und in den Folgejahren Schaltungskombinationen wie Memtransistoren entwickelt. Mit Stand von 2013 sind praktische Anwendungen nicht absehbar. Es ist jedoch denkbar, dass Memristoren – in Bereichen, bei denen keine Verstärkung benötigt wird – Transistoren ersetzen könnten. Der praktische Nachweis dieser Ablöse in Form von am Markt verfügbaren Memristoren fehlt allerdings.
Im Mai 2008 waren die Wissenschaftler bei Hewlett-Packard in den 15-Nanometer-Bereich vorgestoßen. 2020 entwickelten Forscher einen „Memristor“, der bei elektrischen Spannungen von unter 100 mV funktioniert. Der „Memory Transistor“ aus leitfähigen mikrobiellen Nanodrähten des Geobacter sulfurreducens Bakteriums erlaubt den Betrieb durch Aktionspotenziale von natürlichen Neuronen und kann Biosensor-Signale lokal verarbeiten. Die Technologie könnte für Neuromorphic Engineering und implantierbare Brain-Computer-Interfaces eingesetzt werden.
Patente auf Memristoren beinhalten Anwendungen auf den Gebieten der programmierbaren Logik, der elektronischen Signalverarbeitung, künstlichen neuronalen Netzwerken und von Steuerungssystemen.

### Neuristoren
In Form von Neuristoren soll es Memristoren möglich sein, wie biologische Synapsen zu funktionieren und prädestinieren sie angeblich für Anwendungen im Bereich der Künstlichen Intelligenz.

### Speicher
Die Stromaufnahme bei Speichern mit Memristoren als Speicherelement ist weit geringer als die Stromaufnahme herkömmlicher DRAM-Chips. Allerdings erreichen die nicht-flüchtigen Memristoren derzeit erst rund ein Zehntel der Geschwindigkeit der Letzteren. Ein weiterer Vorteil ist die hohe Packungsdichte. Der von HP vorgestellte „Crossbar“-Speicher hat eine Packungsdichte von 100 Gibit/cm², während die im selben Zeitraum verfügbaren Speicher eine Dichte von 16 Gibit/cm² aufweisen. Memristoren können mit denselben Prozessen wie auch Halbleiterstrukturen gefertigt werden und lassen sich daher in mikroelektronischen Schaltungen integrieren.
Neben der viel geringeren Stromaufnahme würden Rechner, die mit Memristoren ausgestattet sind, u. a. auch den Vorteil bieten, nach dem Einschalten ohne Booten sofort betriebsbereit zu sein. Der Memristor behält seinen Speicherinhalt, wenn er mit Hilfe von Wechselstrom ausgelesen wird.